# Viola galeanaensis
Viola galeanaensis är en violväxtart som beskrevs av Milo Samuel Baker. Viola galeanaensis ingår i släktet violer, och familjen violväxter. Inga underarter finns listade i Catalogue of Life.